# Жук Ігор Теодорович
Ігор Теодорович Жук (нар. 7 грудня 1951, с. Руда-Сілецька, Львівська область) — український бард, поет-пісняр, театральний та кінодраматург. Фізик. Дизайнер. Лауреат Премії імені В. Стуса (1997). Лауреат І Всеукраїнського поетичного вернісажу «Троянди й виноград» ім. М.Рильського (2006). Лауреат Всеукраїнського конкурсу «Коронація слова» (2019) — 1 місце в номінації «Пісенна поезія». Лауреат премії імені Дмитра Нитченка (2023). Одружений, дружина — письменниця і кінодраматург Ірен Роздобудько.

## Освіта
У 1972 році закінчив фізичний факультет Львівського державного університету імен Івана Франка. Далі навчався в аспірантурі Інституту теоретичної фізики АН України. Кандидат фізико-математичних наук. Спеціаліст із комп'ютерної графіки. Кіносценарист, член Національної спілки кінематографістів України. Старший науковий співробітник Інституту космічних досліджень НАНУ та ДКАУ. Член редколегії науково-популярного журналу «Світогляд» Національної Академії наук України та Головної астрономічної обсерваторії НАН України.

## Творчість
Ігор Жук — автор радіо-вистав, дитячої п'єси, сценаріїв понад 30 фільмів студії «Київнаукфільм», трьох художньо-пізнавальних книг для дітей.
До виходу на бардівську сцену Ігор Жук став відомий у колах київської інтелігенції як художник, організатор ряду виставок мистецького андеграунду на базі Інституту теоретичної фізики. Мав декілька власних експозицій. Навчався у майстерні київських художників (Г. А. Зубченко, Г. Д. Пришедько).
З 1972 року пише пісні на власні вірші. Має близько 400 пісень (українською, російською та польською мовами).